# Ориго, Курцио
Курцио Ориго (итал. Curzio Origo; 9 марта 1661, Рим, Папская область — 18 марта 1737, там же) — итальянский куриальный кардинал. Секретарь мемориальных дат с 7 сентября 1700 по 1 мая 1712. Секретарь Священной конгрегации апостольского визита и Священной конгрегации Священной Консульты с 17 мая 1706 по 26 сентября 1712. Префект Священной Конгрегации Тридентского собора с 16 мая 1721 по 18 марта 1737. Префект Священной Конгрегации резиденций епископов с 1 января 1734 по 18 марта 1737. Кардинал in pectore c 18 мая по 26 сентября 1712. Кардинал-дьякон с 26 сентября 1712, с титулярной диаконией Санта-Мария-ин-Домника с 21 ноября 1712 по 1 июля 1716. Кардинал-дьякон с титулярной диаконией Сант-Эустакьо с 20 марта 1726 по 18 марта 1737. Кардинал-священник с титулярной диаконией pro illa vice Сант-Эустакьо с 20 марта 1726 по 18 марта 1737. 